# 紫金乡 (江孜县)
紫金乡（藏語：རྩེ་ཆེན་），是中华人民共和国西藏自治区日喀则市江孜县下辖的一个乡镇级行政单位。

## 行政区划
紫金乡下辖以下地区：
孜庆夏村、孜庆努村、卡热村、香普村、嘎西村、努堆村和帮宇村。